# صبير أليف الحجر
صبير أليف الحجر (الاسم العلمي:Opuntia saxicola) هو نوع من النباتات يتبع جنس الصبير من الفصيلة الصبارية.